# Ljutice
Ljutice (lat. Viperidae), porodica zmija i sve su otrovnice. Oko 260 vrsta zmija iz ove porodice podijeljeno je u 35 rodova, od kojih potporodice Azemiopinae i Causinae imaju samo po jedan rod, dok se svi preostali nalaze u potporodicama pravih ljutica i jamičarki.

## Rasprostranjenost
Zmije ove porodice žive u Americi, Afrike i Euroaziji. Bolje podnose hladnoću od većine drugih zmija, pa tako žive i na većim nadmorskim visinama kao i u pustinjama s hladnim zimama. Neke vrste može se sresti čak i sjeverno od polarnog kruga. U Europi su zastupljene s devet vrsta, dok ih u Australiji, Oceaniji i na Madagaskaru uopće nema.

## Opis
Ovisno o vrsti, ljutice su duge od 30 cm pa do preko 2 metra. Najviše vrsta ljutica je u potporodici pravih ljutica i jamičarki. U potporodicu jamičarki su i čegrtuše. Jamičarke imaju, za razliku od pravih ljutica, jamice smještene između očiju i nosnica koje su organ za otkrivanje izvora topline u okolini. Ovaj organ im omogućuje određivanje smjera i izvora topline. Ljutice su, u pravilu, aktivne u sumrak i noću.
Tijelo ljutica je zbijeno, i djeluje masivno, a uočljiv je kratak rep i trokutasta, vidno od tijela vratom odvojena glava. Prekrivene su hrapavim, međusobno preklopljenim ljuskama. Oči ljutica imaju najčešće okomito procijepljene zjenice elipsastog oblika.
Kod većine vrsta (ovoviviparnost) jaja sazrijevaju u tijelu majke, tako da mladunci odmah, po izlasku jaja iz ženke, probijaju mekanu ovojnicu i sposobni su za samostalni život. U tom razdoblju, ženke se izlažu suncu više nego inače, što ubrzava proces sazrijevanja jaja. Ljutice se uglavnom pare svake dvije a nekad i tri godine. No, neke vrste polažu jaja (oviparnost). Broj jaja se kod tih vrsta može kretati od samo jednog, pa do oko 100.

## Otrovni aparat
Ljutice imaju vrlo dobro razvijen otrovni aparat. Otrovni zubi su dugački, i odgovaraju načinu lova iz zasjede. Strelovito napadaju žrtvu, i zubi moraju probiti perje ili krzno lovine, te ubrizgati u nju otrov. Kad miruje, zubi su savijeni prema natrag uz gornju stranu usta, a kad ih otvori izlaze iz nabora u nepcu i izravnavaju se okomito na gornju čeljust. Događa se, da im se zubi istupe ili čak i istrgnu. No, to nije problem, jer je zamjenski zub već u čeljusti, i vrlo brzo izbija.

## Otrov
Otrov ljutica je kod većine vrsta hemotoksičan, što znači da sadrži proteine koji razbijaju krvne stanice. Izazivaju unutrašnje krvarenje, naticanje, nekrozu i vrlo su bolni. Pored toga, među najdjelotvornije sastavne dijelove otrova ljutica spadaju i proteini koji sprečavaju zaustavljanje krvarenja što rezultira masivnim unutrašnjim krvarenjem i razaranjem okolnog tkiva. Krvarenje nastupa ispod kože, u nosnoj šupljini i ustima, a prije svega u probavnom sustavu i mozgu plijena. Pored toga, otrovi nekih vrsta imaju i sastojke koji djeluju na živčani sustav plijena na način, da izazovu paralizu. Ovo se odnosi prije svega na neke vrste čegrtuša.

## Otrovnice u Hrvatskoj
Sve otrovnice koje se mogu sresti u Hrvatskoj su iz ove porodice. To su riđovka i njena podvrsta planinska riđovka i poskok.  

## Vanjske poveznice

### Ostali projekti
|  | Zajednički poslužitelj ima još gradiva o temi Ljutice |
|  | Wikivrste imaju podatke o taksonu Viperidae           |